# Ревякина, Мария Евсеевна
Мари́я Евсе́евна Ревя́кина (род. 30 апреля 1954, Киров) — российский театральный деятель, менеджер и руководитель. Генеральный директор национальной театральной премии и фестиваля «Золотая маска» с 2004 года, директор Государственного театра наций с 2012 года по 2023 год, Заслуженный работник культуры Российской Федерации (1995). Лауреат Государственной премии Российской Федерации (2000).

## Биография

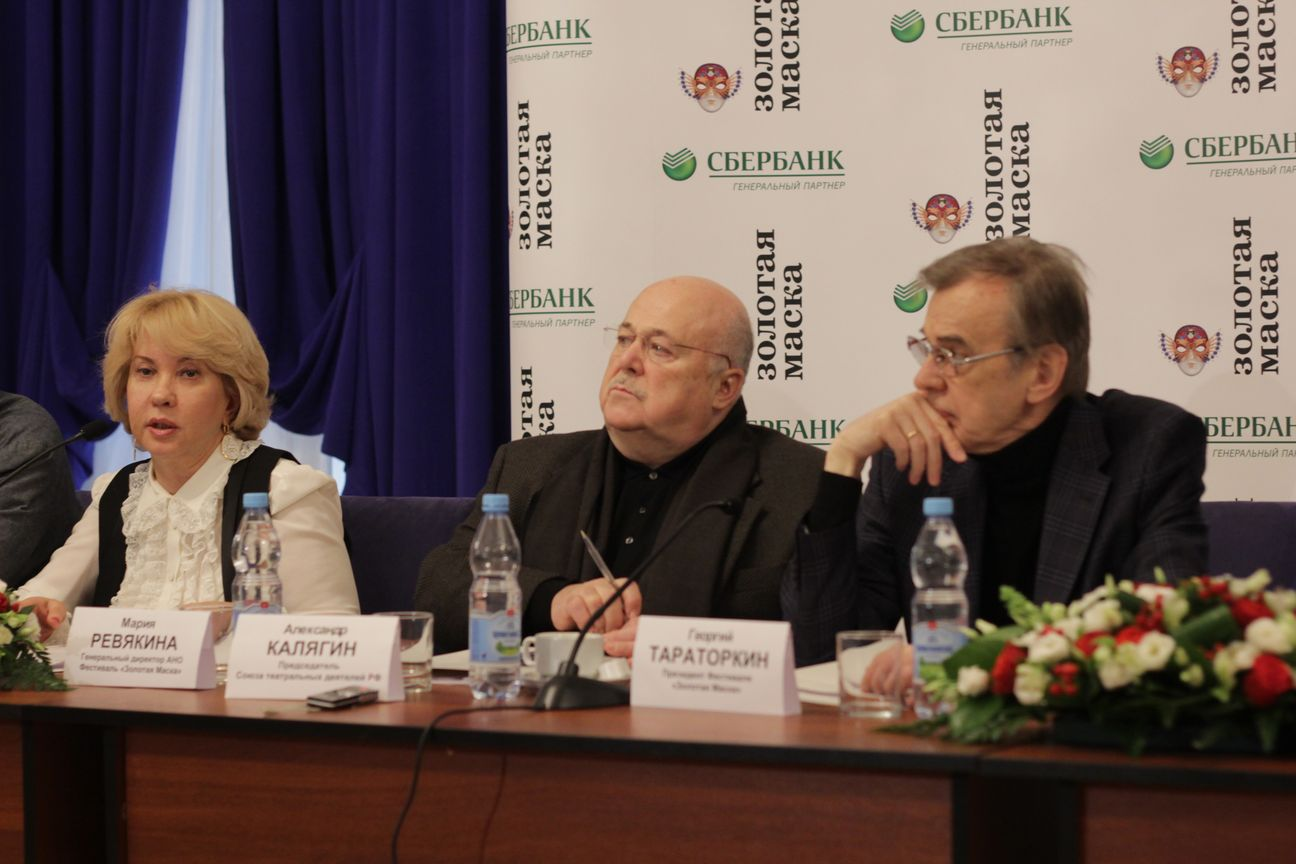
Пресс-конференция премии «Золотая Маска» 3 ноября 2015 года

Выпускница Новосибирского электротехнического института и ГИТИСа.
С 1987 по 2001 годы была директором Новосибирского академического молодёжного театра «Глобус».
С 2001 по 2003 годы — директор МХТ имени А. П. Чехова, с 2012 по 2023 годы — директор Театра наций в Москве. За время её совместной работы с худруком Евгением Мироновым, театр вошёл в список ведущих театров Москвы, став одним из самых коммерчески успешных в столице.
С 2004 года — генеральный директор премии и фестиваля «Золотая маска».
Лауреат премии Правительства Российской Федерации в области культуры за 2014 год.
Преподаёт в Школе-студии МХАТ.
Избрана депутатом Госдумы VIII созыва по списку «Единой России» на выборах 2021 года. От мандата отказалась. Её мандат был передан Владимиру Машкову, от него — Евгению Богатырёву, в финале — Юлии Дрожжиной.

## Награды и звания
- Заслуженный работник культуры Российской Федерации (25 апреля 1995 года) — за заслуги в области культуры и многолетнюю добросовестную работу[10].
- Государственная премия Российской Федерации 1999 года в области просветительской деятельности (9 июня 2000 года) — за международные рождественские фестивали искусств, программы «Весь мир — наш дом», «Театр „Глобус“ — детям-сиротам»[11].
- Премия Правительства Российской Федерации в области культуры 2014 года[8].